# Ryszard Leżański
Ryszard Aureli Leżański (ur. ok. 1869, zm. 15 listopada 1933 w Krakowie) – polski prawnik karnista, sędzia.

## Życiorys
Jego ojciec Antoni był sędzią. Absolwent gimnazjum we Lwowie. Ukończył studia prawa uzyskując tytuł naukowy doktora. Wstąpił do służby w sądownictwie. Pełnił różne funkcje w państwie Austro-Węgier w ramach zaboru austriackiego i autonomii galicyjskiej. Ze stanowiska c. k. radcy sądu obwodowego w Złoczowie został mianowany do służby w generalnej prokuratorii przy Najwyższym Trybunale Sądowym i Kasacyjnym w Wiedniu. Po kilku latach został c. k. radcą wyższego sądu krajowego we Lwowie.
Podczas I wojny światowej został sędzią Izby Karnej Sądu Najwyższego dla spraw zaboru rosyjskiego. Po odzyskaniu przez Polskę niepodległości wstąpił do służby sądowniczej II Rzeczypospolitej. Jako sędzia Sądu Najwyższego zajmował się prawem karnym byłego zaboru pruskiego
Został członkiem komitetu redakcyjnego pisma „Ruch Prawniczy, Ekonomiczny i Socjologiczny” po jego założeniu w 1921. Publikował w „Orzecznictwie Sądów Polskich”, „Czasopiśmie Adwokatów Polskich”. Opracowywał artykuły w Encyklopedii Prawa Karnego.
2 maja 1923 został odznaczony Krzyżem Komandorskim Orderu Odrodzenia Polski „w uznaniu zasług, położonych na polu sądownictwa i nauki prawniczej w Rzeczypospolitej Polskiej”.
W 1929 przeszedł na emeryturę. Zmarł 15 listopada 1933 w Krakowie w wieku 64 lat.

## Publikacje
- O projekcie ustawy o wynagradzaniu szkody z powodu bezzasadnego przytrzymania w areszcie śledczym (1908)[6]
- Orzecznictwo karne Sądu Najwyższego (Wielkopolska): zbiór tez z dziedziny materjalnego prawa karnego z wyroków i uchwał, wydanych w czasie od 28 V 1920 r. (1922)[7]
- Postępowanie karne obowiązujące na Ziemiach Zachodnich Rzeczypospolitej Polskiej. Zbiór ustaw i rozporządzeń, dotyczących ustroju sądownictwa i procesu karnego z orzecznictwem Sądu Najwyższego (1924, współautor: Juliusz Kałużniacki)
- Ustawa karna skarbowa z dnia 18 marca 1932 r. Dz. U. R. P. nr 34, poz. 355 z ustawami dodatkowymi, wyjaśnieniami i orzecznictwem Sądu Najwyższego (1933, współautor: Alfred Kotwicz-Zgórski)[8]